# Каррильо Фуэнтес, Амадо
Амадо Каррильо Фуэнтес (исп. Amado Carrillo Fuentes, 17 декабря 1956, Синалоа — 6 июля 1997) — мексиканский преступник, крупный наркоторговец, один из основателей наркокартеля Хуареса. DEA считает Амадо самым крупным наркоторговцем своей эпохи. Получил кличку «Повелитель небес», за транспортировку наркотиков в США целыми самолетами. При правлении картелем Амадо половина наркотрафика между Мексикой и США приходилась на долю Хуареса.

## Детство и юность
Амадо Каррильо Фуэнтес родился в городе Наволато, штат Синалоа. У него было одиннадцать братьев и сестер.
Его дядя Эрнесто Фонсека Каррильо («Дон Нето») был одним из лидеров Гвадалахарского картеля. Амадо начал заниматься наркобизнесом под руководством своего дяди, а позже к делу привлек своих братьев и своего сына Висенте Хосе Каррильо Лейву.
Отец Каррильо Фуэнтеса скончался в апреле 1986 года. Брат Амадо, Сиприано Каррильо Фуэнтес, умер в 1989 году при невыясненных обстоятельствах.

## Карьера
Изначально Каррильо состоял в Гвадалахарском картеле. Он осуществлял контроль за поставками кокаина для Эрнесто Фонсеки Каррильо и получал сведения о пограничных операциях от Пабло Акосты Вильярреала и Рафаэля Агилара Гуахардо. Позже он работал с Пабло Эскобаром и наркокартелем Кали, занимался контрабандой наркотиков из Колумбии в Мексику и США. Он также работал с Хоакином Гусманом Лоэра («Эль Чапо»), Тихуанским картелем и картелем Бельтран Лейва.
Сообщается, что Каррильо построил многомиллиардную империю наркотиков. Согласно подсчетам, за время своей деятельности он заработал более 25 миллиардов долларов.

## Смерть и похороны
Давление на власти Мексики и США с целью поимки Амадо Каррильо Фуэнтеса усилилось после того, как в штате Морелос начались демонстрации против губернатора Хорхе Каррильо Олеа на фоне насилия, связанного с оборотом наркотиков. Каррильо Фуэнтес владел домом в трех кварталах от официальной резиденции губернатора и регулярно устраивал вечеринки в муниципалитете Тетекала. Вскоре Хорхе Каррильо Олеа ушел в отставку и был арестован. Возможно, это событие побудило Каррильо Фуэнтеса сделать пластическую операцию и липосакцию живота 4 июля 1997 года в больнице Санта-Моника в Мехико. Однако во время операции он умер от осложнений, вызванных либо определенным лекарством, либо неисправным респиратором (информации о его смерти очень мало).
Во время операции в операционной находились двое телохранителей Каррильо Фуэнтеса. 7 ноября 1997 года два хирурга, проводившие операцию Каррильо, были найдены замурованными в бетон в стальных бочках, со следами пыток.
Амадо Каррильо устроили пышные похороны в Гуамучилито, штат Синалоа. В 2006 году губернатор Эдуардо Боурс обратился к федеральному правительству с запросом о сносе особняка Каррильо в Эрмосильо, штат Сонора.
По имеющимся данным издания Miami Herald Амадо Фуэнтес незадолго до смерти приезжал в Москву, где договаривался с главарями российских ОПГ.

## В культуре
В 2017 году в телесериале «Эль Чапо» роль Амадо Каррильо Фуэнеса сыграл актёр Родриго Абед.
В 2018 году вышел телесериал «Нарко: Мексика». Фуэнтеса сыграл актёр Хосе Мария Яспик.